# Megastigmus zebrinus
Megastigmus zebrinus is een vliesvleugelig insect uit de familie Torymidae. De wetenschappelijke naam is voor het eerst geldig gepubliceerd in 2006 door Grissell.